# Tomáš Vaclík
Tomáš Vaclík (* 29. März 1989 in Ostrava, Tschechoslowakei) ist ein tschechischer Fußballtorwart, der seit Februar 2024 bei Albacete Balompié unter Vertrag steht. Seit 2012 ist er tschechischer Nationalspieler und war dort nach dem Rücktritt von Petr Čech ab 2016 die Nummer 1 im Tor.

## Biographie
Vaclík wurde als Sohn eines Ingenieurs und ehemaligen Volleyballers und Leichtathleten in Ostrava geboren. Als Juniorspieler schloss er sich nacheinander den Vereinen VP Frýdek-Místek und FC Vítkovice an. Zur Spielzeit 2006/07 stieg Vaclík in die erste Mannschaft des damals in der zweiten Liga spielenden FC Vítkovice auf und kam dabei auf 19 Einsätze. Im Sommer 2010 wechselte er innerhalb der zweiten Liga zu Viktoria Žižkov. Mit diesem Verein stieg er in die erste Liga auf. Dabei weckte er das Interesse des niederländischen Fußballvereins De Graafschap Doetinchem. Durch die Teilnahme an der U-21-EM in Dänemark im Jahr 2011 erlangte er noch mehr Beachtung, jedoch wurde bei ihm beim Medizincheck eine Herzrhythmusstörung diagnostiziert, weshalb der Klub von einer vorgesehenen Verpflichtung für drei Jahre Abstand nahm. Vaclík blieb bei seinem Stammverein und absolvierte nach einer Operation 16 Spiele. Dabei gelangen nur zwei Siege; zur Winterpause stand der Klub auf dem letzten Tabellenplatz.

### Sparta Prag
Zur Winterpause wechselte Vaclík innerhalb der tschechischen ersten Liga zu Sparta Prag. Nachdem er im März 2012 beim 2:0-Auswärtssieg gegen seinen früheren Verein Viktoria Žižkov zu seinem ersten Erstligaeinsatz für die Prager gekommen war, setzte er sich als Stammtorwart von Sparta durch und kam auf elf Spiele. Mit Sparta belegte er zum Ende der Spielzeit den zweiten Tabellenplatz, der zur Teilnahme an der dritten Qualifikationsrunde zur Europa League berechtigte. Dort setzte sich Sparta Prag gegen den FC Admira Wacker Mödling durch; in den Play-offs schlug man Feyenoord Rotterdam. Vaclík kam in allen vier Spielen zum Einsatz. Im Hauptwettbewerb setzten sich die Prager als Gruppenzweiter durch, schieden aber im Sechzehntelfinal gegen den FC Chelsea aus. Vaclík kam im Wettbewerb in allen sieben Partien zum Einsatz. In der Meisterschaft kam er auf 30 Einsätze und belegte mit der Mannschaft erneut den zweiten Platz. Damit spielte er in der Folgesaison erneut in der dritten Runde der Europa-League-Qualifikation, aus der die Prager gegen BK Häcken ausschieden. In der Liga kam Vaclík dieses Mal erneut in allen 30 Partien zum Einsatz und gewann das Double aus Meisterschaft und Pokalsieg. In der Liga ließ er lediglich 19 Gegentreffer zu und blieb in 14 Partien ohne Gegentreffer. Im Endspiel des tschechischen Pokalwettbewerbs gegen Meisterschaftskonkurrent Viktoria Pilsen setzte sich Sparta nach Elfmeterschießen durch; Vaclik parierte dabei den zehnten Strafstoß.

### FC Basel
Im Mai 2014 verpflichtete der FC Basel Vaclík. Er unterschrieb einen Vertrag über vier Jahre bis zum 30. Juni 2018 mit einer Option auf Verlängerung um ein weiteres Jahr. Er ersetzte den zu Borussia Mönchengladbach abgewanderten Yann Sommer als Stammtorwart. Er wurde unter anderem von Vaclíks Landsmann Vratislav Lokvenc, der selber für den FC Basel gespielt hatte und zu diesem Zeitpunkt Scout des FC Basel war, empfohlen. Sein Debüt in der Super League gab Vaclík am ersten Spieltag am 19. Juli 2014 beim 2:1-Auswärtssieg gegen den FC Aarau.
Vaclík und der FC Basel beendete die Spielzeit 2014/15 zum 18. Mal als Meister (zum sechsten Mal in Folge). Der FC Basel stand wiederholt im Finale des Schweizer Cups, das gegen FC Sion 0:3 verloren wurde. In der 2014/15 Champions League Saison kam Basel bis in das Achtelfinale. Vaclík hatte in der Saison insgesamt 51 Einsätze, 33 davon in der Super League, 8 in der Champions League und 10 in Testspielen.
Unter Trainer Urs Fischer gewann Vaclík am Ende der Meisterschaft 2015/16 und der Meisterschaft 2016/17 wieder den Meistertitel mit dem FCB. Für den Club war es der achte Titel in Serie und insgesamt der 20. Titel in der Vereinsgeschichte. Sie gewannen auch den Pokalwettbewerb am 25. Mai 2017 mit drei zu null gegen Sion und somit das Double. In der UEFA Champions League 2016/17 belegte er mit Basel in der Gruppenphase hinter dem FC Arsenal, Paris Saint-Germain und Ludogorez Rasgrad nur den letzten Platz und blieb dabei nur beim torlosen Remis gegen Ludogorez Rasgrad ohne Gegentor.

### FC Sevilla
Am 4. Juli 2018 wechselte er in die spanische Primera División zum FC Sevilla. Dort war er direkt Stammtorwart und überzeugte im Tor der Sevillistas. Gegen Ende der Saison 2018/19 verletzte er sich am Knie und fiel für fünf Spiele aus. 2019/20 kam er in der Primera División auf 33 Einsätze. Die übrigen fünf verpasste er erneut aufgrund von Knieproblemen. In der Europa League kam er bis zur Corona-Pause auf nur zwei Einsätze, da Trainer Julen Lopetegui in diesem Wettbewerb bevorzugt Bono einsetzte. In der folgenden Ligaspielzeit war er nicht mehr Stammtorhüter und absolvierte nur fünf Partien.

### Olympiakos Piräus
Im Sommer 2021 wechselte er ablösefrei nach Griechenland zu Olympiakos Piräus. Dort kam er in seiner ersten Saison in 32 Ligaspielen zum Einsatz und wurde mit seiner Mannschaft Meister. In der folgenden Saison 2022/23 spielte er zunächst noch die ersten fünf Ligaspiele, ehe er verletzt ausfiel und seinen Stammplatz in der Folge an den neu verpflichteten Alexandros Paschalakis verlor.

### Stationen in England, USA und Spanien
Ende Januar 2023 verließ Vaclík Piräus und wechselte zum englischen Zweitligisten Huddersfield Town, bei dem er einen Halbjahresvertrag bis zum Saisonende unterzeichnete. Nach Saisonende zog er ablösefrei in die Vereinigten Staaten weiter, wo ihn das MLS-Team New England Revolution verpflichtete. Dort konnte er sich allerdings nicht durchsetzen und bestritt kein einziges Spiel mit der Mannschaft. Nachdem sein Vertrag Anfang 2024 vorzeitig wieder aufgelöst worden war, schloss er sich im Februar 2024 dem spanischen Zweitligisten Albacete Balompié an.

### Nationalmannschaft
Vaclík durchlief von 2005 bis 2011 die tschechischen Juniorenauswahlmannschaften von der U16 bis zur U21. Mit der U19-Auswahl nahm er 2008 an der U19-Europameisterschaft im eigenen Land teil, bei der die Mannschaft im Halbfinale gegen den späteren Titelträger Deutschland ausschied. Für die U20-Auswahl spielte er bei der U20-Weltmeisterschaft 2009 in Ägypten und für die U21-Mannschaft bei der U21-Europameisterschaft 2011 in Dänemark.
Im November 2012 debütierte er in der tschechischen A-Nationalmannschaft in einem Freundschaftsspiel gegen die Slowakei. In den folgenden Jahren gehörte er regelmäßig dem Mannschaftskader als Ersatztorhüter hinter Petr Čech an. Bei der Europameisterschaft 2016 in Frankreich wurde er ebenfalls als Ersatztorhüter in das tschechische Aufgebot aufgenommen, kam aber nicht zum Einsatz. Nach dem Turnier trat Stammtorhüter Petr Čech zurück, woraufhin Vaclík die neue Nummer 1 im tschechischen Tor wurde. Nach erfolgreicher Qualifikation nahm er mit der Mannschaft an der Europameisterschaft 2021 teil und schied mit ihr im Viertelfinale gegen Dänemark aus. Nach sechs Jahren als Stammtorhüter verlor er seinen Stammplatz Ende 2022. Sein bisher letztes Länderspiel bestritt er im Juni 2023 und wurde seitdem nicht mehr in die Nationalmannschaft berufen.

## Titel und Erfolge
Sparta Prag
- Tschechischer Meister: 2014
- Tschechischer Pokalsieger: 2014

FC Basel
- Schweizer Meister: 2015, 2016, 2017
- Schweizer Cupsieger: 2017

FC Sevilla
- UEFA-Europa-League-Sieger: 2020

Olympiakos Piräus
- Griechischer Meister: 2022

## Auszeichnungen
- Allstar-Team U-21-Fußball-Europameisterschaft: 2011
- Spieler des Monats der Primera División: November 2018